# Intervention (droit)
En droit, l'intervention est une procédure pour permettre à un sans-parti ou tiers, appelé intervenant, de se joindre à un litige en cours, que ce soit sur une question de droit ou à la discrétion de la cour, sans l'autorisation des plaideurs d'origine, ou à la demande de l'un d'eux.
La raison d'être fondamentale de l'intervention est qu'un jugement dans une affaire donnée peut affecter les droits des non parties, qui, idéalement, devraient avoir le droit d'être entendu.

## Par pays

### Canada

#### Common law canadienne
Les intervenants sont les plus communs dans les procédures d'appel, mais ils peuvent également apparaître à d'autres types de procédures judiciaires, comme dans un essai.
En général, il est laissé à la discrétion du tribunal d'autoriser ou de refuser une demande d'intervention. Il y a toutefois des exceptions à cela (par exemple, en vertu du paragraphe 61 des Règles de la Cour suprême du Canada, si le tribunal a déclaré qu'une question est constitutionnelle, le procureur général d'une province, d'un territoire ou du gouvernement fédéral, peut intervenir «de plein droit», c'est-à-dire sans la nécessité d'être admis à intervenir).
Les tribunaux ont tendance à autoriser une demande à intervenir si le demandeur développe une perspective différente sur les questions soumises à la cour, sans développer ces questions.
Les intervenants sont autorisés en matière pénale ainsi que dans les affaires civiles. Toutefois, les tribunaux expriment parfois des inquiétudes concernant les demandes d'intervention en matière pénale où le demandeur opposera ses arguments à la position de l'accusé. Il est parfois perçu comme injuste que l'accusé dans une affaire criminelle soit tenu de répondre aux arguments provenant de sources autres que le ministère public.
Il y a plusieurs raisons distinctes pour lesquelles quelqu'un pourrait souhaiter intervenir dans une instance: si l'intervenant proposé est en même temps partie à un litige dans une affaire de questions juridiques identiques ou similaires à l'affaire dans laquelle il intervient ; si l'intervenant proposé représente un groupe de personnes qui a un intérêt direct dans les questions juridiques soulevées dans une affaire (par exemple, si l'affaire concerne l'expulsion d'un individu en particulier, une demande d'autorisation d'intervenir pourra être faite par un groupe qui s'intéresse aux droits des demandeurs d'asile) ; si l'intervenant proposé s'inquiète du fait que la décision du tribunal dans un cas particulier puisse être étendue au point d'affecter ses intérêts, en d'autres termes, il interviendrait afin de s'assurer que la décision du tribunal n'a pas «accidentellement» des effets non intentionnels.
On dit souvent que le rôle des intervenants est «d'aider» le tribunal à prendre une décision juste sur le différend en cause. S'il est vrai que les juges indiquent parfois que les intervenants ont été d'une aide précieuse au tribunal pour rendre une décision, l'utilisation du mot «aider» peut être considérée comme trompeuse en ce qu'elle implique que l'intervenant agit par altruisme. En général, l'objectif de l'intervenant est d'influencer le tribunal dans sa décision, et pas seulement pour «aider» la cour.
Les tribunaux canadiens (ainsi que les cours du Royaume-Uni) utilisent le terme «amicus curiae» dans un sens plus restreint. En général, au Canada, un amicus curiae, c'est quelqu'un qui a été spécialement commandé par le tribunal pour fournir un point de vue que le tribunal estime nécessaire. En revanche, un intervenant est une personne qui a demandé à la Cour à se faire entendre sur une question. Par exemple, le renvoi sur la sécession du Québec (un cas passé devant la Cour suprême du Canada) avait un amicus curiae et plusieurs intervenants.

#### Droit civil québécois
Les règles en matière d'intervention civile sont prévues dans le Code de procédure civile du Québec, notamment aux articles 184 à 190 CPC. La disposition générale est l'art. 184 CPC qui prévoit que : 

« L’intervention est volontaire ou forcée.
Elle est volontaire lorsqu’une personne qui a un intérêt dans une instance à laquelle elle n’est pas partie ou dont la participation est nécessaire pour autoriser, assister ou représenter une partie incapable, intervient comme partie à l’instance. Elle l’est aussi lorsque la personne demande à intervenir dans le seul but de participer au débat lors de l’instruction.
Elle est forcée lorsqu’une partie met un tiers en cause pour qu’il intervienne à l’instance afin de permettre une solution complète du litige ou pour lui opposer le jugement; elle est aussi forcée si la partie prétend exercer une demande en garantie contre le tiers. »

### États-Unis
Dans les tribunaux fédéraux américains, l'intervention est régie par la règle 24 des Règles fédérales de procédure civile.
La partie (a) de l'article 24 régit l'intervention du droit. Une partie potentielle (appelé le demandeur) a le droit d'intervenir dans une affaire soit quand une loi fédérale confère explicitement au requérant un droit inconditionnel d'intervenir ou lorsque le demandeur revendique un droit relatif à la propriété ou à la transaction qui est l'objet de la poursuite. Dans la seconde situation, afin d'être admis à titre d'intervenant, le demandeur doit démontrer que sa capacité à protéger ses intérêts n'est pas l'objet du règlement de l'affaire et que son intérêt n'est pas suffisamment représenté par les parties à l'affaire en cours.
La partie (b) de la Règle 24 régit ce qu'on appelle l'intervention permissive, qui est soumise à la discrétion du juge saisi de l'affaire. Un candidat peut être autorisé par le tribunal à intervenir quand une loi fédérale confère au requérant un droit conditionnel d'intervenir ou lorsque la demande du requérant ou la défense partagent une question commune sur la loi ou sur un fait en rapport avec l'action principale. Les agents du gouvernement fédéral ou de l'État peuvent être autorisés par le tribunal à intervenir quand une des parties d'une affaire s'appuie sur une loi fédérale ou sur une loi d'État ou un décret, ou un règlement promulgué qui en découle, pour sa demande ou sa défense.
Dans les deux cas d'intervention de droit ou d'intervention permissive, le demandeur doit présenter une demande de se faire entendre en temps opportun. Le demandeur ne peut pas se reposer sur ses droits, il doit intervenir dès qu'il a des raisons de savoir que ses intérêts pourraient être affectés par l'issue de l'affaire en instance. Le demandeur doit déclarer sa requête d'intervention aux parties en cause et expliquer ses raisons d'intervenir dans les journaux. En outre, la loi fédérale américaine ne permet pas à la procédure d'intervention d'enfreindre les exigences de diversité juridique. Le tribunal doit être compétent sur les questions juridiques ou fédérales pour pouvoir évaluer la pertinence de l'intervenant. Bien que la juridiction complémentaire ne soit pas autorisée pour les demandes d'intervention lorsque la demande initiale de juridiction fédérale est fondée uniquement sur la diversité, la juridiction supplémentaire est autorisée lorsque les revendications sont tellement liées qu'elles forment une même affaire ou controverse.

### France

#### Types d'interventions
Il existe deux sortes d'intervention, avec une déclinaison de l'une d'elles :
- l'intervention volontaire[2] : un tiers demande à se joindre à une instance en cours.
- l'intervention forcée[3] : un plaignant ou un défenseur demande qu'un tiers soit joint à l'instance afin qu'il puisse répondre du jugement
  - l'appel en garantie[4] : un tiers est appelé à l'instance en garantie d'un paiement.

#### Application

##### Devant le juge judiciaire
Les modalités des interventions sont régies par le titre neuvième du code de procédure civile, articles 325 et suivants.
Les interventions sont des demandes incidentes traitées par les articles 66  à 68 du code de procédure civile.
La demande doit être communiquée « en temps utile », c'est-à-dire dans des délais suffisants pour laisser le tiers assigné organiser sa défense (articles 15 et 135 du code de procédure civile). Si aucune ordonnance de clôture n'a été rendue, celle-ci ne saurait être fixée avant la date de comparution de la partie appelée de force.
Si le litige a évolué, ou que des données ont changé entre le premier jugement et l'appel, il est également possible de demander l'intervention d'un tiers (article 555 du code de procédure civile).

##### Devant le juge administratif
Les conditions formelles de recevabilité de l'intervention et les modalités de sa communication aux parties sont posées par l'article R. 632-1 du code de justice administrative.
Les conditions de fond et le régime de l'intervention ont été définis par la jurisprudence. 
L'intervenant doit notamment présenter un intérêt à intervenir, qui est "est apprécié de manière plus libérale que l'intérêt à agir". Les syndicats n'ont ainsi pas intérêt à agir pour contester une mesure individuelle négative prise à l'encontre d'un agent, mais peuvent intervenir au soutien du recours de cet agent (CE, 21 mai 1953, Chambre syndicale nationale des fabricants de spécialités chimiques destinées à l’horticulture).
Il peut soulever tout moyen, tant que ce dernier se rapporte à une cause juridique ouverte par le requérant. 